# Kim Sa-in

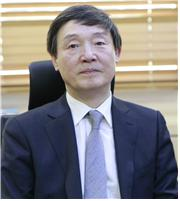
Kim Sa-in, 2018

Kim Sa-in (* 30. März 1956 in Poŭn, Ch'ungch'ŏngbuk-do) ist ein südkoreanischer Lyriker und Literaturkritiker.

## Leben
Kim Sa-in wurde am 30. März 1956 in Poŭn, einem kleinen Dorf in der Mitte Koreas, geboren. Er besuchte eine erstklassige regionale Oberschule und studierte koreanische Literatur an einer der besten Universitäten Seouls. Zurzeit lehrt er Lyrik als Dozent für Kunst und kreatives Schreiben an der Seoul-Universität. Aufgrund eines solch elitären Lebenslaufs könnte man annehmen, auch seine Gedichte spiegelten akademisches Leben wider: perfekt und makellos. Dem ist jedoch nicht so. Der ästhetische Wert von Kims Gedichten resultiert aus ihrem 'ordentlich gefertigten' Wesen, wobei sie gleichzeitig 'Produkt einer extremen Selbstverneinung sind, aufgezwungen, um die Revolte von endlos brodelnden Gefühlen im Zaum zu halten', wie ein Kritiker es ausdrückte.
Sein Debüt hatte Kim im Journal Gedichte und Wirtschaft (시와 경제) im Jahr 1982, einer Zeit, als Südkorea einer Militärregierung unterstand. Er entschied sich, auf den Schmerz dieser Periode zu antworten, anstatt ihn zu ignorieren. Seine Gedichte nehmen zwar eine disziplinierte Form an, aber ihre Subjekte sind Menschen aus einfachen Kreisen, oft mit unzulänglichem Charakter oder gar von dumpfem Wesen. Kim gab zu, dass er menschliche Wärme eher in Naivität und Tollpatschigkeit als in Perfektion und Ebenheit sieht.
Kim beschreibt das Verfassen von Gedichten als 'unendliches Befragen von Dingen'. Aber er betont auch, dass der Dichter nicht nur Fragen stellen muss: Er muss auch Antworten finden und diese aktiv in die Tat umsetzen. Genauso bedeutet das Lesen von Gedichten, Teil dieser zu werden und mit dem ganzen Körper daran teilzuhaben. Kims Gedichte involvieren Engagement mit diesen, sowohl auf Seiten des Lesers als auch auf Seiten des Autors. Denn laut Kim ist Lyrik, der man sich nicht komplett hingibt, keine Lyrik.

## Arbeiten

### Koreanisch
- 밤에 쓰는 편지 Brief, bei Nacht geschrieben (1987)
- 따뜻한 밥 한 그릇 Eine Schüssel warmer Reis (2006)
- 가만히 좋아하는 Leise lieben (2006)

## Auszeichnungen
- 1987: 신동엽 창작기금 (Sin Dong-yŏp Buch-Fond)
- 2005: 현대문학상 (Preis für zeitgenössische Literatur)
- 2006: 대산문학상 시부문 (Taesan Literaturpreis)
- 2007: 서정시학 작품상 (Lyrikpreis)